# هاشم عباس
هاشم عباس (مواليد 1 ديسمبر 1986) هو لاعب كرة قدم تونسي.

## روابط خارجية
هاشم عباس على موقع قاعدة بيانات كرة القدم.إي يو (الإنجليزية)
- هاشم عباس على موقع كووورة